# Eriopyga rhodohoria
Eriopyga rhodohoria là một loài bướm đêm trong họ Noctuidae.